# ویکاری
ویکاری (به ایتالیایی: Vicari) یک کومونه در ایتالیا است که در استان پالرمو واقع شده‌است. ویکاری ۸۵٫۷ کیلومتر مربع مساحت و ۲٬۹۹۷ نفر جمعیت دارد.